# Rob Giel Onderzoekcentrum
Het Rob Giel Onderzoekcentrum (RGOc) is een samenwerkingsverband tussen Lentis (voormalig GGZ Groningen), stichting GGZ Friesland, stichting GGZ Drenthe, Mediant en het Universitair Centrum Psychiatrie van het Universitair Medisch Centrum Groningen.
Dit samenwerkingsverband van verschillende organisaties is opgericht met als doel bestaand wetenschappelijk onderzoek in de noordelijke provincies van het land te bundelen en te versterken, en nieuw onderzoek te ontwikkelen op het gebied van psychiatrische zorg.
De oprichting van het RGOc sloot aan bij de oproep van de Raad voor Gezondheidsonderzoek en het ministerie van Volksgezondheid, Welzijn en Sport om het wetenschappelijk onderzoek naar psychiatrische stoornissen te versterken.
Het RGOc ontleent zijn naam aan Rob Giel, psychiater en hoogleraar Psychiatrie (Wassenaar, 8 mei 1930 – Groningen, 25 juli 2009).

## Geschiedenis
De vroegere afdeling Sociale Psychiatrie van het Universitair Medisch Centrum Groningen, van 1969 tot 1994 onder leiding van professor Giel, hield zich onder andere bezig met evaluatie van beleid, organisatie en structuur van de regionale instellingen voor geestelijke gezondheidszorg (ggz). Medewerkers van de afdeling deden onderzoek naar:
- het aanbod en gebruik van de zorginstellingen onder ambulante en poliklinische patiënten in Friesland
- de functie van opnamebedden
- de instandhouding van een casusregister
- de uitvoering van het substitutieproject in Drenthe
- het functioneren van chronische patiënten in verschillende woonvoorzieningen in Groningen

Het onderzoek zette zich voort en dit leidde ertoe dat er in 2000 een samenwerkingsverband werd gesloten tussen de disciplinegroep Psychiatrie van de Rijksuniversiteit Groningen en de drie noordelijke stichtingen voor ggz in Groningen, Friesland en Drenthe. Dit vormde aanleiding tot de oprichting van het RGOc.
In 2011 is het samenwerkingsverband verder uitgebreid met ggz-organisaties Dimence en Mediant.
De dagelijkse leiding van het RGOc was jarenlang in handen van prof. dr. Durk Wiersma. In verband met het bereiken van de pensioengerechtigde leeftijd droeg Wiersma de leiding op 7 juli 2011 over aan Richard Bruggeman. Sinds mei 2022 is Frederike Jörg de programmaleider van het RGOc.

## Samenstelling
Het wetenschappelijk platform van het RGOc bestaat uit een programmaleider, senior onderzoekers, behandelaar-onderzoekers, junior onderzoekers, onderzoeksassistenten en secretariële ondersteuning. De dagelijkse leiding van het centrum is in handen van de programmaleider, prof. dr. Richard Bruggeman. Een stuurgroep, bestaande uit een lid van de Raad van Bestuur van iedere ggz-instelling en de hoogleraar Psychiatrie, is belast met het bestuurlijk toezicht op het functioneren van het onderzoekcentrum. Het Wetenschappelijk Beraad draagt zorg voor afstemming, nieuwe initiatieven en informatie-uitwisseling tussen de participerende instellingen.